# Мишин, Владимир Константинович
Влади́мир Константи́нович Ми́шин (1888, пос. Никольское, Владимирская губерния, Российская империя — 1942) — российский футболист, защитник.
За сборную Российской империи сыграл 1 матч, 4 мая 1913 года против Швеции (1:4). С 1909 года по 1913 год выступал за «Клуб спорта Орехово» Орехово-Зуево.